# Cnemoplites hamali
Cnemoplites hamali är en skalbaggsart som beskrevs av Auguste Lameere 1903. Cnemoplites hamali ingår i släktet Cnemoplites och familjen långhorningar. Inga underarter finns listade i Catalogue of Life.